# R. Lee Ermey
R. Lee Ermey (anglès: Ronald Lee Ermey)  (Emporia, 24 de març de 1944 - Santa Monica, 15 d'abril de 2018) fou un posterior actor i antic instructor dels U.S. Marine Corps nominat als Globus d'Or, que interpretà el rol de figures autoritàries, com ara el Gunnery Sergent d'Artilleria Hartman a Full Metal Jacket, el Major Tilman al film d'Alan Parker Crema Mississippi, i el Sheriff Hoyt a The Texas Chainsaw Massacre. Durant els seus darrers anys de vida presentà Mail Call, un programa d'història militar a the History Channel, on Ermey responia a preguntes dels espectadors relacionades amb els militars. Ermey fou també un portaveu oficial de les armes de foc Glock, Tupperware, les aspiradores Hoover, i els Young Marines, i també aparegué a anuncis per a Coors Light i Dick's Sporting Goods.

## Família
Pare de sis fill, fruit de dos matrimonis, es va haver de retirar dels marines a causa de les seves ferides, el que el portà a establir-se a les Filipines i estudiar criminologia i drama en la Universitat de Manila.
Morí als 74 anys, víctima de complicacions derivades d'una pneumònia, segons informà el seu agent, Ermey ja és història del cinema bèl·lic i d'acció amb una amplia carrera en la qual fins i tot pot incloure's cert paper de carismàtica figura del reclutament si hom fa cas al que ell mateix confessà en una ocasió: <Et sorprendria saber quants joves m'envien correus electrònics dient-me que estan a punt d'ingressar en els "marines'" per quelcom que vaig dir o vaig fer a "Full Metal Jacket.">

## El sergent i recluta patós
Hom sempre recordarà Ermey pel seu rol com a brutal sergent que posava en fila als reclutes de Full Metal Jacket per a fregir-los a crits i insults deixant fet quincalla mental el recluta Patós fins al punt que acabava provocant la tragèdia. Stanley Kubrick fou el director que llençà com estrella incipient a aquest actor sorgit de les files de la milícia que sabia millor que ningú el que estava interpretant i representant en la pantalla gran cada vegada que li queia al damunt un paper de soldat, sergent o oficial superior, sheriff o policia, i sempre treia el màxim suc a tots i cadascun dels minuts, molt o pocs, que el deixessin sortir en pantalla. El seu era sobre tot autèntic, especialment al principi, quan s'interpretava o parodiava a si mateix. Però després acabà convertint-se en un tros de veritat perdut en el cinema tirant a fals, de postureta dels nostres dies, portant de tornada icònics adornaments del cinema clàssic en la seva faceta més rotunda.
De manera que es podria dir que en molts aspectes el sergent Hatman que li encarregà Kubrick era també fill del seu talent natural davant les càmeres. Perquè Ronald Lee Ermey era un d'aquests animals cinematogràfics nascuts per a brillar en la pantalla gran, encara que la d'actor no fos la primera ocupació que elegí per a guanyar-se la vida.
Actor instintiu, fou nominat al Globus d'Or al Millor Actor de Repartiment pel seu treball en Full Metal Jacket, treball pel que el premià l'Associació de Crítics de Boston. En ambdós casos s'estava reconeixent quelcom més que l'anècdota de que fos un militar interpretant un paper de militar. Hi havia quelcom més aquí a sota, i sortí a la llum en els seus treballs posteriors, i en totes les vegades que va posar la seva carismàtica veu al servei de personatges de video-jocs o animació, que foren moltes en la seva amplia biografia.
Abans d'exercir com a actor i fer quelcom tan difícil com mantenir el tipus davant l'exigent Kubrick, Ermey havia sigut efectivament sergent del Cos de Marines dels Estats Units i sergent d'artilleria honorari, ocupació en la qual exercí com a instructor durant molts anys que serviren sens dubte per a donar més vera similitud a la seva amplia galeria de personatges militars del seu repertori, i a d'altres tantes figures d'autoritat incontestable en cinema i televisió.
El seu en el servei actiu no havia estat en absolut cosa de cinema, encara que la seva vida podria haver estat considerada com una vida de pel·lícula. Va créixer al costat d'altres cinc germans en una granja de Kansas City, fins que la seva família es traslladà a Zillah, Washington, quan ell contava catorze anys. I allà començà a passar l'adolescència en constants conflictes amb les autoritats que el portaren a ser arrestat dues vegades abans de complir 17 anys. Anava per mal camí, però després de la segona detenció un jutge el va fer elegir entre allistar-se a l'Exercit o anar a parar amb els seus ossos a la presó. Elegí l'Exercit. Començà així la seva etapa en els quarters, on passà onze anys en el Cos de Marines, incloent catorze mesos de servei al Vietnam, i més tard destins a Okinawa, on fou ascendit. Anys després aquest pas pel Vietnam li donarien experiència per ésser fitxat pel cinema per a interpretar a un pilot d'helicòpter a Apocalypse Now a les ordres de Francis Coppola i a interpretar el seu ben après rol com a sergent instructor a The Boys in Company C. Posteriorment fou en principi reclutat com assessor tècnic per a Full Metal Jacket, però s'espavilà per aconseguir que Kubrick canvies d'opinió i li'n donés el paper de la seva vida, superant les seves reticències inicials perquè, segons li digué, l'havia vist interpretant el rol de sergent de The Boys in Company C i en opinió seva, segons confessà el futur actor; <No ets el suficient dolent. Ets massa amable.> Ermey confessava que aquesta opinió de Kubrick li havia semblat molt insultant perquè es considera a si mateix un dels capullos més bojos del món. Així que precedí a enregistrar una prova de vídeo per al paper escopint insults com una metralleta, de manera que un Kubrick favorablement impressionat no tingué més remei que donar-li finalment el paper. El director després confessaria a la revista Rolling Stone que més de la meitat del diàleg del personatge era del mateix Ermey. Com a prova posaren a cents d'actors joves que aspiraven al paper de reclutes de la pel·lícula i els posaren davant aquesta fera que els omplia d'insults improvisats totalment per ell mateix.
Després d'interpretar Hartman — en el transcurs del rodatge sofrí un seriós accident automobilístic quan conduïa un jeep que li valgué diverses costelles trencades, el que no l'impedí rodar les seves escenes — no és rar que el sergent reconvertit en icònica figura del cinema acabés sent fitxat com a membre prominent de la National Rifle Association i portant veu de la firma d'armament Glock el 2004. La seva interpretació per a Full Metal Jacket el portà a esser un ferm candidat per a interpretar el paper de J. J. Jameson, director del diari, en la nissaga de Spiderman dirigida per Sam Raimi, que finalment es decantà per fitxar a J.K. Simmons.

## Filmografia
| - The Boys in Company C, en català, Els nois de la companyia C (1978); - Apocalypse Now, (1979); - Up from the Depths (1979); - Purple Hearts (1984); - Full Metal Jacket (1987); - Miami Vice sèrie (1987); - Mississippi Burning (1988); - The Siege of Firebase Gloria (1989); - Fletch Lives (1989); - China Beach sèrie (1989); - Demonstone (1990); - The Rift (1990); - The Take (1990); - I'm Dangerous Tonight (1990); - Kid (1990); - 83 Hours 'Til Dawn, en català, Segrest (1990); - The Terror Within II (1991); - Toy Soldiers, en català, Soldats de joguina (1991); - True Identity, sense credits (1991); - Human Target (1992); - Civil Wars, sèrie (1992); - Street Justice, sèrie (1992); - Hexed, en català, Bonica, boja i perillosa (1993); - Sommersby, en català, Sommersby (1993); - Body Snatchers (1993); - The Adventures of Brisco County Jr., sèrie (1993); - Double Switch, videojoc (1993); - French Silk, TV (1994); - Chain of Command (1994); - On Deadly Ground, en català, En terra perillosa (1994); - Rise and Walk: The Dennis Byrd Story, TV (1994); - Naked Gun 33 1/3: The Final Insult (1994); - Love Is a Gun (1994); - Tales from the Crypt, sèrie (1994); - Murder in the First, en català, Homicidi en primer grau (1995); - Savate (1995); - Sweet Justice, sèrie (1995); - Best of the Best 3: No Turning Back (1995); - Seven, encatalà, Seven (1995); - Leaving Las Vegas, en català, Leaving Las Vegas (1995); - Starship Troopers (1995); - Dead Man Walking, en català, Pena de mort (1995); - Space: Above and Beyond (1995); - Toy Story, veu de videojoc (1995); - High Incident, sèrie (1996); - Soul of the Game, film TV (1996); - The Frighteners (1996); - Rough Riders, sèrie (1997); - Prefontaine (1997); - Dead Men Can't Dance, en català, Els morts no ballen (1997); - Weapons of Mass Distraction, film TV, en català, Armat de poder (1997); - Promised Land, sèrie TV (1997); - Switchback, en català, El segrest (1997); - The Angry Beavers, sèries (1997); - Starship Troopers, sèrie (1997); - The Sende (1998); - All Dogs Go to Heaven: The Series. veu (1998); | - Maximum Bob, sèrie (1998); - Action, sèries (1999); - Roughnecks: The Starship Troopers Chronicles (1999); - Toy Story 2, veu videojac (1999); - The Apartment Complex, film TV (1999); - Avalanche, en català, Allau (1999); - Life (1999); - You Know My Name, film TV (1999); - The Adventure Begins (2000); - Jericho (2000); - Buzz Lightyear of Star Command: The Adventure Begins, veu videojoc (2000); - Skipped Parts, en català, Somnis d'adolescent (2000); - The Chaos Factor (2000); - Scrubs (2001); - This Week in History, sèrie (2001); - Crash Bandicoot: The Wrath of Cortex, veu del videojoc (2001); - On the Borderline (2001); - Prendre partit (Taking Sides) (2001); - Scenes of the Crime (2001); - Megiddo: The Omega Code 2 (2001); - Real War, veu del videojoc (2001); - Fallout Tactics: Brotherhood of Stee, veu del videojoc (2001); - The District, sèrie (2001); - Big Guy and Rusty the Boy Robot, veu (2001); - Tres idiotes i una bruixa (Saving Silverman) (2001); - Invader ZIM, sèrie (2002); - Frank McKlusky, C.I. (2002); - El mar de Salton (The Salton Sea) (2002); - Run Ronnie Run (2002); - Kim Possible, animació (2003); - The Texas Chainsaw Massacre, en català, La matança de Texas (2003); - Fillmore!, sèrie (2003); - Rocket Power, animació (2003); - Father of the Pride, animació (2004); - Grim & Evil, animació (2004); - Y.M.I (2004); - L'home de la casa (Man of the House) (2005); - My Life as a Teenage Robo, sèrie (2005); - The Texas chainsaw massacre: The beginning (2006); - X-Men: The Last Stand, veu del sergent (2006); - SpongeBob SquarePants sèrie (2007); - Eleventh Hour sèrie (2008); - House sèrie (2008); - Toy Story Midway Mania!, curtmetratge (2008); - Solstice (2008); - Batman: The Brave and the Bold sèrie (2009); - Law & Order: Special Victims Unit sèrie (2010); - An Okay Place to Eat (2010); - Batman: The Brave and the Bold - The Videogame (2010); - Toy Story 3, video-joc (2010); - Family Guy sèrie (2011); - Kung Fu Panda: Legends of Awesomeness (2012); - The Watch (2012); - Someone Picked the Wrong Girl, curtmetratge (2012); - Call of Duty: Ghosts, video-joc (2013); - The Simpson: Waiting for Duffman sèrie (2015); - Disney Magic Kingdom, video-joc (2016). |